# 无量山石窟
无量山石窟，位于宁夏回族自治区固原市彭阳县，是中华人民共和国宁夏回族自治区文物保护单位之一。
1988年，授予宁夏回族自治区文物保护单位，是一座石窟寺及石刻。